# NHK World
NHK World-Japan es el servicio internacional de radio y televisión de la NHK (Nippon Hōsō Kyōkai), única radiotelevisión pública de Japón. Posee y gestiona una cadena de radio, dos canales de televisión y un servicio de Internet desde donde transmite una programación con las últimas novedades de Japón y Asia para una audiencia global. Su sede central se encuentra en Tokio.

## Canales

### NHK World Radio Japón
NHK World Radio Japón es la radiodifusora internacional de la NHK. Fue fundada en 1935. Transmite por onda corta en árabe, bengalí, birmano, chino, coreano, español, francés, hindi, indonesio, inglés, japonés, persa, portugués, ruso, suajili, tailandés, urdu y vietnamita. Los programas en árabe, indonesio pueden ser sintonizados por frecuencia modulada y los servicios en burmese, persa, ruso, thai, urdu son emitidos también por onda media. Varias de las ediciones en idiomas foráneos, incluyendo la de español, se pueden escuchar vía satélite, en estaciones de radio asociadas de diferentes países y a través de aplicaciones para teléfonos y tabletas.
Radio Japón hace sus transmisiones directas con la estación de onda corta, llamada Yamata, de la KDDI ubicada en la prefectura de Ibaraki. Además usa las estaciones repetidoras de la BBC en el Reino Unido, Estados Unidos y Singapur; de Radio Francia Internacional;  así como estaciones en Sri Lanka, Uzbekistán y en los Emiratos Árabes Unidos.

### NHK World TV
NHK World TV es el canal internacional de televisión de la NHK. Transmite noticias y programas informativos en inglés por satélite, por servicios de cable y por internet las 24 horas. También está disponible como subcanal digital en algunas estaciones públicas en Estados Unidos.

### NHK World Premium
NHK World Premium es el canal de televisión para los japoneses que viven fuera de Japón. Difunde programas informativos, deportivos, musicales, infantiles, culturales y dramáticos, la gran mayoría en japonés y algunos transmitidos en simultáneo con su emisión en Japón. Se puede acceder a la señal de NHK World Premium a través de satélite y por cable (con costo adicional) habitualmente mediante un servicio de suscripción. Su versión actual comenzó sus emisiones el 23 de julio de 2006.

### Internet
El servicio de Internet de NHK World ofrece a través de su página web, además de la emisión en directo, diferentes secciones que incluyen noticias, programas de radio y televisión de NHK World-Japan con acceso bajo demanda y cursos en diferentes niveles para el aprendizaje del idioma japonés. Estos contenidos también están disponibles a través de las aplicaciones para teléfonos inteligentes y tabletas con sistemas operativos Android e iOS.